# Paperwork
Albums de T.I.
Trouble Man: Heavy Is the Head
(2012) Us or Else: Letter to the System
(2016)
Singles
1. About the Money
Sortie : 3 juin 2014
2. No Mediocre
Sortie : 17 juin 2014
3. New National Anthem
Sortie : 23 septembre 2014

Paperwork est le neuvième album studio de T.I., sorti le 21 octobre 2014.
L'album s'est classé 1er au Top R&B/Hip-Hop Albums et au Top Rap Albums, 2e au Billboard 200 et 3e au Top Digital Albums.

## Listes des titres
| No  | Titre                                                                                             | Auteur | Contient un (des) sample(s) de | Durée |
| --- | ------------------------------------------------------------------------------------------------- | --- | ------------------------------ | ----- |
| 1.  | King (Produit par Mars of 1500 or Nothin')                                                        | Clifford Harris, Jr., Lamar « MYGUYMARS » Edwards, Michael Cox, Jr., John « JKeys » Groover, Gareth Dunlop  |                                | 3:06  |
| 2.  | G Shit (featuring Jeezy et Watch the Duck – Produit par Pharrell Williams)                        | Harris, Jr., Jay Jenkins, Mitchelle'l Sium, Pharrell Williams                                               |                                | 3:43  |
| 3.  | About the Money (featuring Young Thug – Produit par London on da Track)                           | Harris, Jr., Jeff Williams, London Holmes                                                                   |                                | 5:02  |
| 4.  | New National Anthem (featuring Skylar Grey – Produit par Tommy Brown)                             | Harris, Jr., Victoria Monet, Thomas « TBHITS » Brown, Dernst « D'Mile » Emile II                            |                                | 4:17  |
| 5.  | Oh Yeah (featuring Pharrell – Produit par Pharrell Williams)                                      | Harris, Jr., P. Williams                                                                                    |                                | 3:54  |
| 6.  | Private Show (featuring Chris Brown – Produit par Sak Pase et Ace Harris)                         | Harris, Jr., Lasanna « Ace » Harris, Shama Joseph, Maurice « Verse » Simmonds, Chad Butler, Bernard Freeman | Take It Off d'UGK              | 4:19  |
| 7.  | No Mediocre (featuring Iggy Azalea – Produit par DJ Mustard)                                      | Harris, Jr., Amethyst Kelly, Dijon McFarlane, Mikely Adam                                                   | I'm Good d'YG                  | 3:22  |
| 8.  | Jet Fuel (featuring Boosie Badazz – Produit par The Beat Bully et Kenoe)                          | Harris, Jr., Torrence Hatch, Maurice Jordan, Anthony Tucker                                                 |                                | 5:02  |
| 9.  | Paperwork (featuring Pharrell – Produit par Pharrell Williams)                                    | Harris, Jr., P. Williams                                                                                    |                                | 3:39  |
| 10. | Stay (featuring Victoria Monet – Produit par Tommy Brown)                                         | Harris, Jr., Monet, Brown, Thomas Lumpkins                                                                  |                                | 3:49  |
| 11. | About My Issue (featuring Victoria Monet et Nipsey Hussle – Produit par DJ Toomp)                 | Harris, Jr., Monet, Ermias Asghedom, Aldrin Davis, Lamont Dozier                                            |                                | 4:24  |
| 12. | At Ya Own Risk (featuring Usher – Produit par Mars of 1500 or Nothin')                            | Harris, Jr., Edwards, Cox, Jr., Groover                                                                     |                                | 4:28  |
| 13. | On Doe, On Phil (featuring Trae tha Truth – Produit par DJ Toomp)                                 | Harris, Jr., Frazier Thompson, Davis                                                                        |                                | 5:24  |
| 14. | Light 'Em Up (RIP Doe B) (featuring Pharrell et Watch the Duck – Produit par Pharrell Williams)   | Harris, Jr., P. Williams, Jesse Rankins, Eddie Smith III, Jonathan Wells                                    |                                | 3:40  |
| 15. | Let Your Heart Go (Break My Soul) (featuring The-Dream – Produit par Tricky Stewart et The-Dream) | Harris, Jr., Terius Nash, Christopher Stewart                                                               |                                | 4:22  |

| 16. | Sugar Cane (Produit par Sak Pase et Ace Harris)                          | C. Harris, Jr., L. Harris, Joseph, Justin Leary, Brian Taylor  | 3:41 |
| 17. | I Don't Know (Produit par Kenoe)                                         | Harris, Jr., Jordan                                            | 4:12 |
| 18. | You Can Tell How I Walk (featuring Rick Ross – Produit par Steve Samson) | Harris, Jr., William Roberts II, Steve Samson, Jaswinder Singh | 4:06 |